# Mistretta
Mistretta (Mistretta in siciliano) è un comune italiano di 4 226 abitanti della città metropolitana di Messina in Sicilia.
Si trova nel territorio del Parco dei Nebrodi.

## Geografia fisica
La cittadina è sita su un monte tra gli 850 e i 1100 metri sul livello del mare, nei boscosi monti Nebrodi, ricchi di selvaggina e famosi fin dall'antichità.
La cittadina, detta anche la "Sella dei Nebrodi" per la particolare conformazione, si trova a metà strada tra Palermo e Messina.

## Storia[6]

### L'età antica
Gli studi non hanno ancora chiarito le origini di Mistretta. Certo è che l'area era già abitata nell'età protostorica, come dimostra il ritrovamento di un ripostiglio dell'età del bronzo finale avvenuto alla fine del XIX secolo e dal quale Paolo Orsi riuscì ad acquistare una cuspide di lancia conservata a Siracusa nel museo archeologico regionale a lui intitolato. Sempre riferibile all'età protostorica è una oinochoe geometrica conservata nel locale museo "Ortolani" appartenente allo stile di Polizzello. Materiali ascrivibili alla presenza greca compaiono a partire dal VI secolo a.C., periodo in cui l'area incominciò a essere di passaggio per i calcidesi in movimento tra Zancle, Pizzo Cilona e Himera.
Non è chiaro quale fosse il nome di Mistretta tra V e III secolo a.C. A partire da Adolf Holm nacque una disputa riguardante ciò. Si è sempre ritenuto che a Mistretta fossero riferibili sia il toponimo Mytistraton sia quello Amestratos, ma presunti rinvenimenti di monete mytistratine nell'area del monte Castellazzo di Marianopoli fecero pensare che il primo dei due toponimi potesse appartenere a quel sito, cosa non ancora accertata. La sconosciuta Mytistraton, dotata della facoltà di battere moneta, secondo il racconto di Polibio, ereditato da Filino di Agrigento, si ribellò alla conquista romana e venne assediata tra il 263 e il 258 per ben tre volte, prima sotto i consoli Ottacilo e Valerio e poi, con successo, da parte dei consoli Attilio Calatino e Caio Sulpizio.
Certo è che nel III secolo a.C., la città antica sorgette dove ora è Mistretta, facente parte del gruppo di civitates decumanae col nome di Amestratos, batteva moneta (si conoscono due emissioni in bronzo, di cui una con l'iscrizione ΛΕΥ ΑΜΗΣΤΡΑΤΙΝΩΝ), ebbe un certo sviluppo e probabilmente il suo nome è identificabile alla riga 113 della lista dei theorodokoi di Delfi. Fece parte di una symmachia insieme con le città di Halaesa, Kalè Aktè e Herbita con le quali sconfisse i pirati provenienti dalle Eolie. Fu inoltre attraversata dalla strada romana Halaesa-Agyrion-Katane, che, distaccandosi dalla Valeria, giungeva sulla costa ionica siciliana, divenendo punto di riferimento imprescindibile per chi viaggiava tra il cuore della Sicilia e il Tirreno.
Silio Italico nel suo poema storico in versi "Punica" ci presenta Mistretta come un centro che forniva ai romani oltre al grano anche soldati ben addestrati. Tracce storiche inerenti alla città di Mistretta si trovano nelle "Verrine" di Cicerone in cui si narra dei soprusi commessi dal governatore Caio Verre in varie città siciliane, tra le quali anche Amestratos, che condivideva con Calacte decime esose che venivano depositate nel locale tempio di Venere sotto protezione del servo Bariobale. A partire dall'età imperiale le fonti citano di rado Amestratos, che verrà comunque continuata a essere abitata e produttiva come può testimoniare la villa del III sec. d.C. ritrovata in contrada Vocante. Testimonianze paleocristiane sono presenti in contrada Francavilla, dove piccole catacombe sono impiantate all'interno di megaliti quarzarenitici. Risalenti all'età bizantina sono una necropoli ritrovata in contrada Santa Maria La Scala e alcuni rinvenimenti sul monte del castello.

### L'età medievale
Dopo la caduta dell'impero, Mistretta divenne preda dei Vandali, invasa poi dai Goti e infine ritornata ai domini imperiali con i Bizantini che conquistarono l'intera Sicilia nel 535 d.C. In questo periodo, Mistretta dovette sostenere una forte fiscalizzazione e il suo territorio fu in seguito sottoposto a ruberie e saccheggi da parte islamica. Gli Arabi dominarono il paese tra l'827 e il 1070 e ristrutturarono il Castello bizantino edificato nel punto più alto della città. Dopo il dominio dell'impero romano d'oriente, la conquista dei musulmani, guidati da Ibrahim Ibn Ahmed, rappresenta un momento di incontro con le culture e le economie del Nord Africa; vi erano, tra gli invasori, mercanti e coltivatori che introdussero la coltivazione del dattero e numerosi palmeti. Dal punto di vista religioso veniva garantita la libertà di culto, a coloro che non volevano convertirsi all'islam, con il pagamento di una imposta. Per ciò che concerne gli aspetti sociali e politici e l'introduzione di nuove tecniche costruttive in edilizia o l'introduzione di nuove colture e tecniche di coltivazione, la presenza araba ha arricchito ulteriormente la cittadina mistrettese.

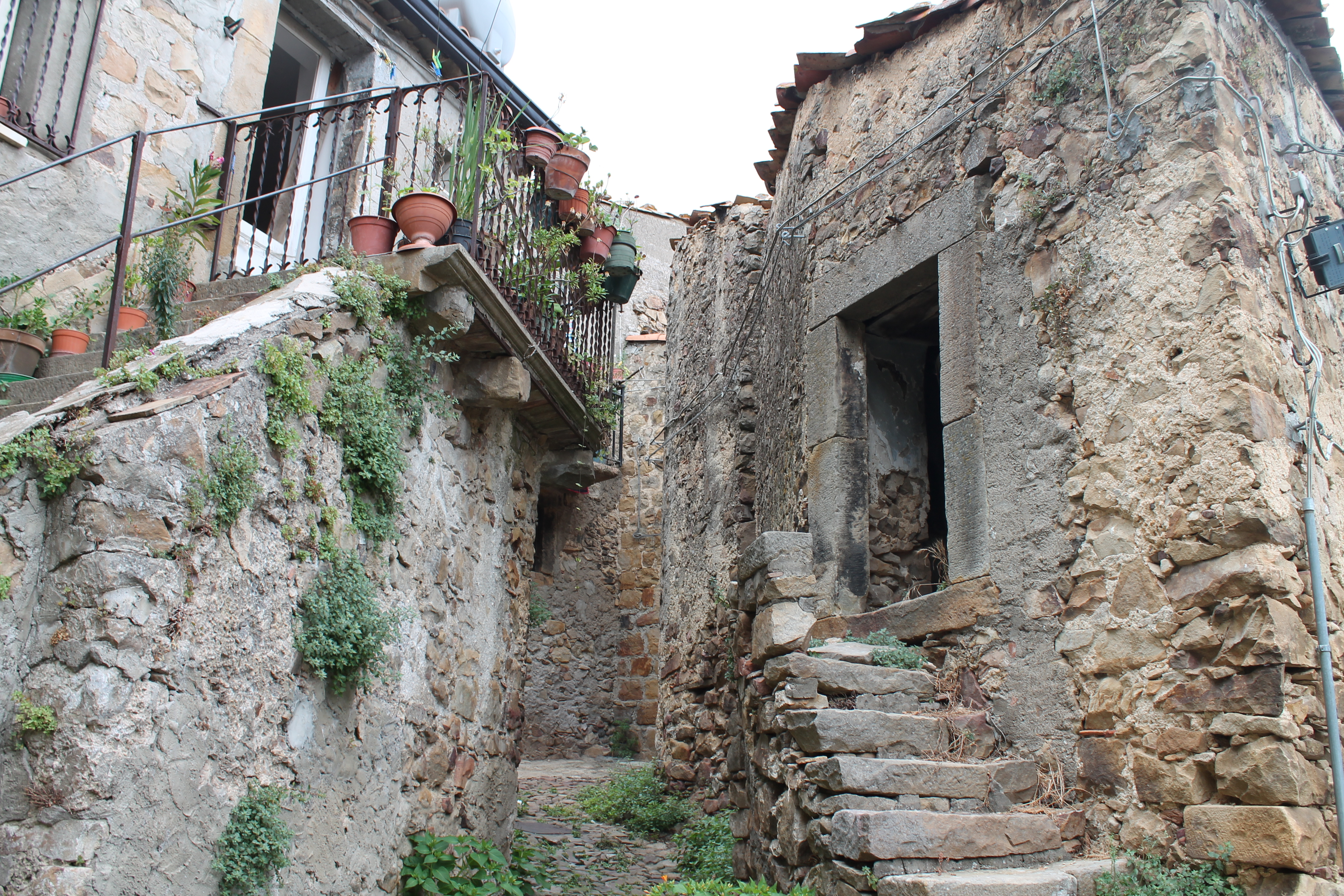
Vicoli del centro storico

Alla dominazione araba succedette quella normanna durante la quale il castello fu ulteriormente ampliato. Con i Normanni, i grandi latifondi, smembrati dagli Arabi, si ricostituirono e si rafforzò ancora di più il baronaggio. Il re normanno Ruggero I d'Altavilla, nel 1101, donò Mistretta con le sue chiese, i suoi splendori e con tutto il suo territorio al fratello Roberto, Abate della Santissima Trinità in Mileto Calabro e dall'atto di donazione si possono ricavare notizie storiche sul paese che in quel periodo si stava ampliando lungo le falde del monte su cui sorgeva il castello arabo-normanno ed entro le mura di difesa, di cui resti, sono visibili nel Vico Torrione e lungo la Strada Numea dove si apre la Porta Palermo, una delle due antiche porte della città. Oltre all'insediamento urbano circondato dalle mura, vi erano numerosi bagli, aggregati sociali e produttivi circondati da orti, ed è proprio dagli antichi bagli che hanno avuto origine i quartieri medioevali di Mistretta ricalcati ancora nel tessuto urbano del centro storico. Il castello è più volte al centro di operazioni militari, come nel 1082, quando Giordano, figlio illegittimo di Ruggero, approfittando dell'assenza del padre recatosi nelle Calabrie, tenta con la complicità dei suoi cortigiani di usurpare il potere, insediandosi stabilmente al governo della Sicilia, o ai tempi di Guglielmo il Malo, quando Matteo Bonello, ricevuta nel 1160 l'investitura della città, si fa promotore di una cospirazione contro il monarca, che diede i risultati sperati (ebbe come unico effetto l'uccisione del ministro Maione di Bari).

La città fu insignita da Federico II di Svevia del titolo di "Città imperiale", l'imperatore procede a una serrata lotta contro i briganti musulmani in tutta la Sicilia, sradicando totalmente ogni resistenza. Mistretta fu successivamente infeudata a Federico d'Antiochia e quindi a suo figlio Corrado. Fu in questo periodo che nacque lo stemma della città raffigurante un'aquila coronata, stemma degli Hohenstaufen nel Regno di Sicilia.

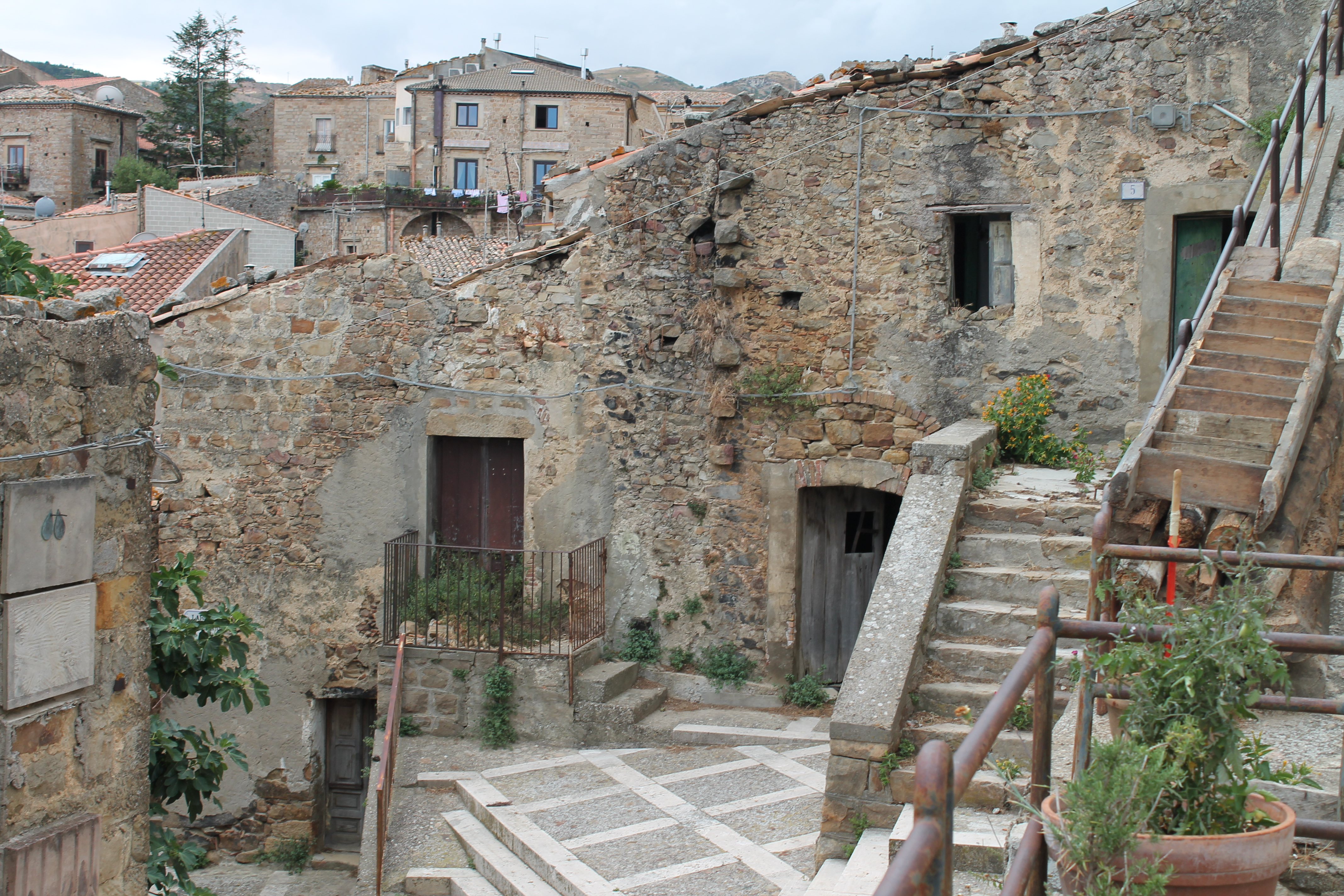
Largo Risorgimento

Finita la dominazione sveva, vi fu l'occupazione angioina. Carlo I d'Angiò importò in Sicilia il feudalesimo danneggiando l'economia di molti importanti centri, tra cui Mistretta che fondava la sua prosperità sull'agricoltura e sul commercio. La città di Mistretta insorse e, nel 1282, i cittadini di Mistretta si unirono alla rivolta dei Vespri siciliani. Per il gran contributo apportato nella lotta contro i francesi, la città fu inserita tra quelle demaniali ed accolta nel Parlamento del Regno di Sicilia con capitale Palermo, sotto gli Aragonesi. Nel 1447, re Alfonso d'Aragona, sancì la demanialità di Mistretta ed i suoi Casali e, nel consentire al ceto artigiano di entrare a far parte del governo della città, creò i presupposti affinché, nel XVI secolo, la città si arricchisse di numerosi monumenti religiosi e civili. Notevoli testimonianze del Cinquecento, fase storica di splendore per Mistretta, ci sono date dalla magnificenza dei lavori con i quali gli scalpellini del paese arricchirono la Chiesa Madre, aggiungendoli ai raffinatissimi interventi dei Gagini. Di questo periodo è pure la fondazione dell'Ospedale e della "Casa dei Pellegrini", edifici ancora esistenti con le loro originarie caratteristiche. La città, tuttavia, mentre si arricchiva di arte (il barocco, le chiese, i palazzi, tele, sculture, …), subiva la stessa sorte del resto della Sicilia, la perdita del peso politico, dominata dai re di Castiglia.

### L'età moderna
Il Settecento fu anch'esso periodo di benessere per i mistrettesi, per la crescita economica dovuta all'esportazione di prodotti agricoli ed allo sfruttamento dei boschi comunali. Mistretta diviene quindi importante centro commerciale e sede d'uffici e magazzini che consentivano una efficiente lavorazione e commercializzazione dei prodotti. A questa ricchezza corrisponde l'affermarsi di una ricca borghesia che, grazie alle proprie commesse, consentì il fiorire di una serie di attività artigianali per la lavorazione del ferro e del legno. Questa ricca classe sociale provvide a far edificare palazzi signorili e urbanizzò l'area di proprietà della chiesa di Santa Caterina d'Alessandria ai confini del bosco che sovrasta la cittadina.
Nel 1713 (Trattato di Utrecht), la Spagna cedette i suoi possedimenti in Italia all'Austria, ma il principe Vittorio Amedeo di Savoia cui spettava la Sicilia la barattò in cambio della Sardegna e l'isola passò a Carlo VII di Baviera e più tardi a Carlo III di Borbone; per i mistrettesi e tutti i siciliani iniziava la dominazione borbonica.

### L'età contemporanea
Sotto i Borbone, assunse un ruolo ancora più centrale in quanto elevata nel 1812 a capoluogo dell'omonimo distretto. La borghesia locale si preoccupò di abbellire a ampliare la città e durante l'Ottocento furono costruiti palazzi, fu messo in opera un poderoso riassetto urbanistico, culminante con l'apertura del corso Libertà nel 1848, furono abbellite le chiese con numerose opere d'arte, fu aperta la biblioteca comunale. La città riacquistò così l'antica importanza e divenne il punto di riferimento commerciale e culturale per tutti i centri vicini.
Il malcontento diffusosi a Mistretta presso la nascente classe media costituita da professionisti, artigiani e massari, che sfociò nella rivolta di San Sebastiano del 1859, fecero sì che la cittadina mistrettese fosse tra le prime ad insorgere contro i borboni dopo Palermo nel 1860, contribuendo alla causa dell'unità d'Italia. Successivamente Mistretta subì le vicende di tutta la Sicilia nell'Italia post-unitaria fino ai giorni nostri. Nel 1860 fu soppresso l'omonimo distretto amministrativo, immediatamente sostituito però dall'ente analogo del Circondario di Mistretta, governato dal Sottoprefetto.
All'inizio del ‘900 la Sicilia aveva quasi del tutto consumato l'immagine forte che il secolo appena concluso le aveva permesso di costruire e consegnare, la sua storia regionale superava in varietà e prestigio quella delle altre regioni. Mistretta, come molte altre città sicule in quel periodo, aveva raggiunto l'apice del suo splendore economico, artigianale, artistico e culturale, ma dietro ai palazzi nobiliari, ai circoli culturali, alle fiere, alle feste di paese, si nascondevano le sorti infauste che hanno segnato le vicende di numerose cittadine della Sicilia. Il 31 ottobre del 1967 il centro nebroideo, unitamente ai comuni di Capizzi e Nicosia, fu colpito da un sisma di magnitudo 5.6 sulla scala Richter, evento che provocò il danneggiamento di edifici storici, nonché il crollo di parte della chiesa dedicata al patrono san Sebastiano, resa inagibile e riaperta al culto solo nel 1994. Non si registrarono né morti né feriti, tuttavia fu necessario dislocare diversi nuclei familiari dai quartieri maggiormente colpiti. Sebbene il sisma possa considerarsi di secondario interesse se paragonato a catastrofi naturali sia posteriori quanto anteriori, il fenomeno ebbe un impatto notevole sulla vita cittadina di Mistretta, poiché incentivò l'abbandono di parte del centro storico del paese.
La cittadina ha seguito il destino di gran parte dei centri di montagna siciliani nel Novecento, ha subito i colpi inferti dalla disoccupazione fino allo spopolamento per emigrazione (dai 20 000 abitanti dell'Ottocento, poi circa 5.000), subisce la fuga dei più giovani che per motivi di studio o per cercare nuove opportunità lasciano il centro nebroideo, vede scomparire ogni giorno parte del suo patrimonio artistico-culturale per negligenza e vandalismo. La forte crisi che interessa Mistretta è anche dovuta ai tagli voluti dalla spending review, che hanno portato alla soppressione del Tribunale nel settembre 2013, accorpato a Patti, del carcere nel 2014 e al depotenziamento dell'ospedale, privo del punto nascita. Le prospettive di futuro a Mistretta pare possano essere legate all'agricoltura e al turismo. Il 26 marzo 2019 la storia cittadina di Mistretta subisce l'onta di veder sciolta la propria amministrazione comunale a causa di infiltrazioni mafiose. Due giorni dopo si insediano i commissari prefettizi.

### Simboli
Lo stemma e il gonfalone sono stati concessi con decreto del presidente della Repubblica del 20 dicembre 2001.
Il gonfalone è un drappo di bianco.

## Monumenti e luoghi d'interesse

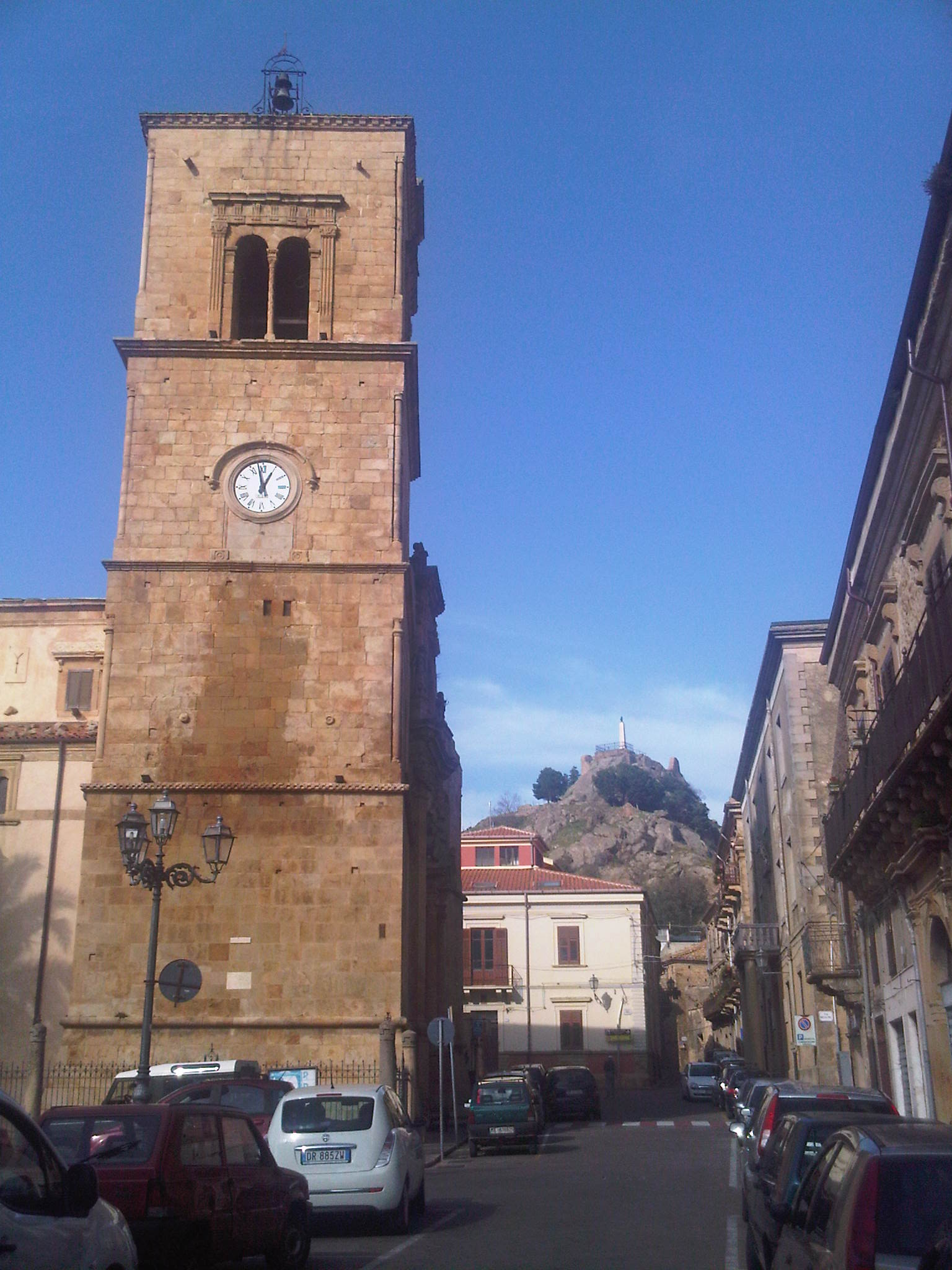
Il campanile del Santuario Madonna dei Miracoli e la collina del castello sullo sfondo

## Monumenti e luoghi d'interesse[8][9][10]

### Architetture religiose

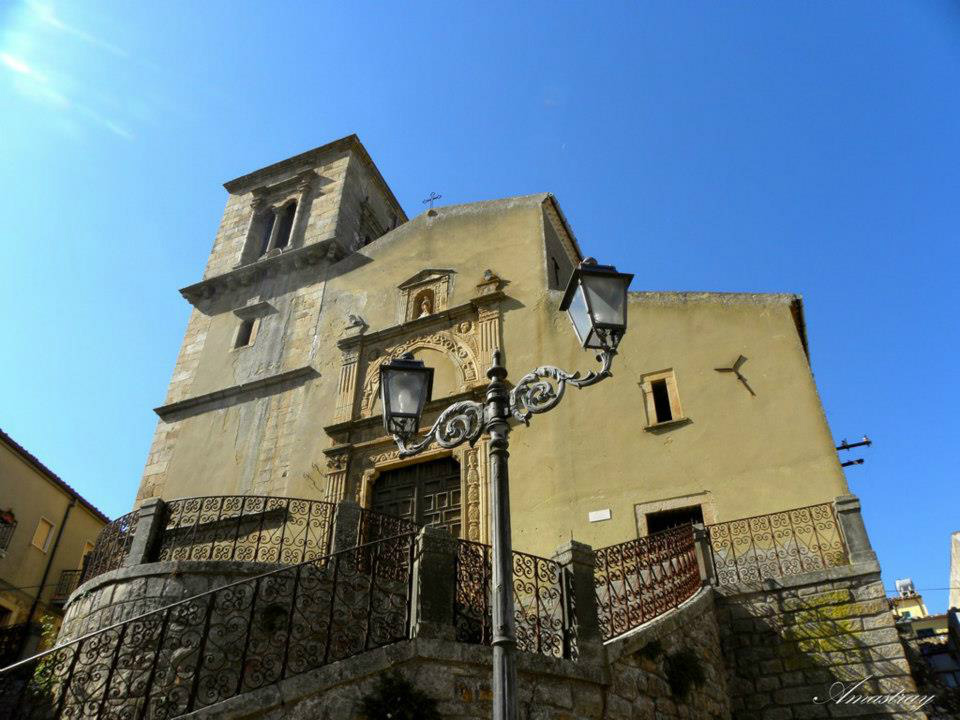
Chiesa di San Giovanni

- Chiesa di Santa Lucia - Chiesa Madre - Santuario della Madonna dei Miracoli.
- Chiesa della Santissima Trinità, detta di San Vincenzo "Diacono di Saragozza".
- Chiesa Oratoriale del Santissimo Salvatore (in questa Chiesa ha luogo l'Adorazione Eucaristica perpetua).
- Chiesa di San Giuseppe.
- Chiesa di Sant'Antonio da Padova.
- Chiesa di Santa Sofia/Madonna dei Miracoli.
- Chiesa di Maria Santissima del Monte Carmelo.
- Chiesa di San Biagio.
- Chiesa di San Luca.
- Chiesa di Maria Santissima Madre di Tagliavia.
- Chiesa di San Francesco d'Assisi al carcere.
- Chiesa Patronanale di San Sebastiano Martire.
- Chiesa Parrocchiale di Santa Caterina d'Alessandria [11]
- Chiesa di San Giovanni Battista.
- Chiesa Parrocchiale di San Nicolò.
- Chiesa del Santissimo Rosario.
- Chiesa dell'Annunziata.
- Chiesa dei SS. Cosma e Damiano.
- Chiesa di S. Maria di Gesù.
- Chiesa Maria Ss. delle Grazie e San Pio da Pietrelcina.
- Chiesa di San Pietro.
- Chiesa di S. Rosalia.
- Chiesa Santuario Maria Santissima della Luce.
- Chiesa del Purgatorio.
- Chiesa "nobiliare privata" della Santa Croce.

### Architetture militari

#### Castello
Sul punto più alto della città si trovano i resti del Castello, edificato dai bizantini e ristrutturato e ampliato prima dagli arabi e poi dai normanni. Nei secoli successivi l'edificio subì diversi crolli che lo hanno portato allo stato di degrado.

#### Porta Palermo
Nel Settecento le mura della città avevano perso la loro funzione difensiva e anche le maestose porte della città costruite con la dura pietra locale non venivano più sorvegliate.
Le prime notizie certe sull'esistenza di porte a Mistretta risalgono al 1475 perché vengono menzionate in alcuni documenti dell'epoca, ma da altri documenti successivi sappiamo che avevano perso la loro funzione principale, tanto che nel 1771 venne concessa al Barone Giaconia l'autorizzazione a costruire sulle mura. Il Barone costruì sulla porta da cui partiva la strada che conduceva a Palermo rafforzandone i contrafforti, trasformando così la maestosa porta in una struttura portante dei suoi palazzi. Nel corso del Novecento il monumento è stato deturpato dall'innesto di strutture abusive, una su tutte un locale adibito a toilette che occlude la volta dell'arco.
Passando attraverso la porta che sorregge i palazzi del Settecento si accede alla ripida "via Porta Palermo" che s'immette nel cuore del centro storico creando uno scorcio unico nel suo genere.

### Architetture civili

#### Palazzi

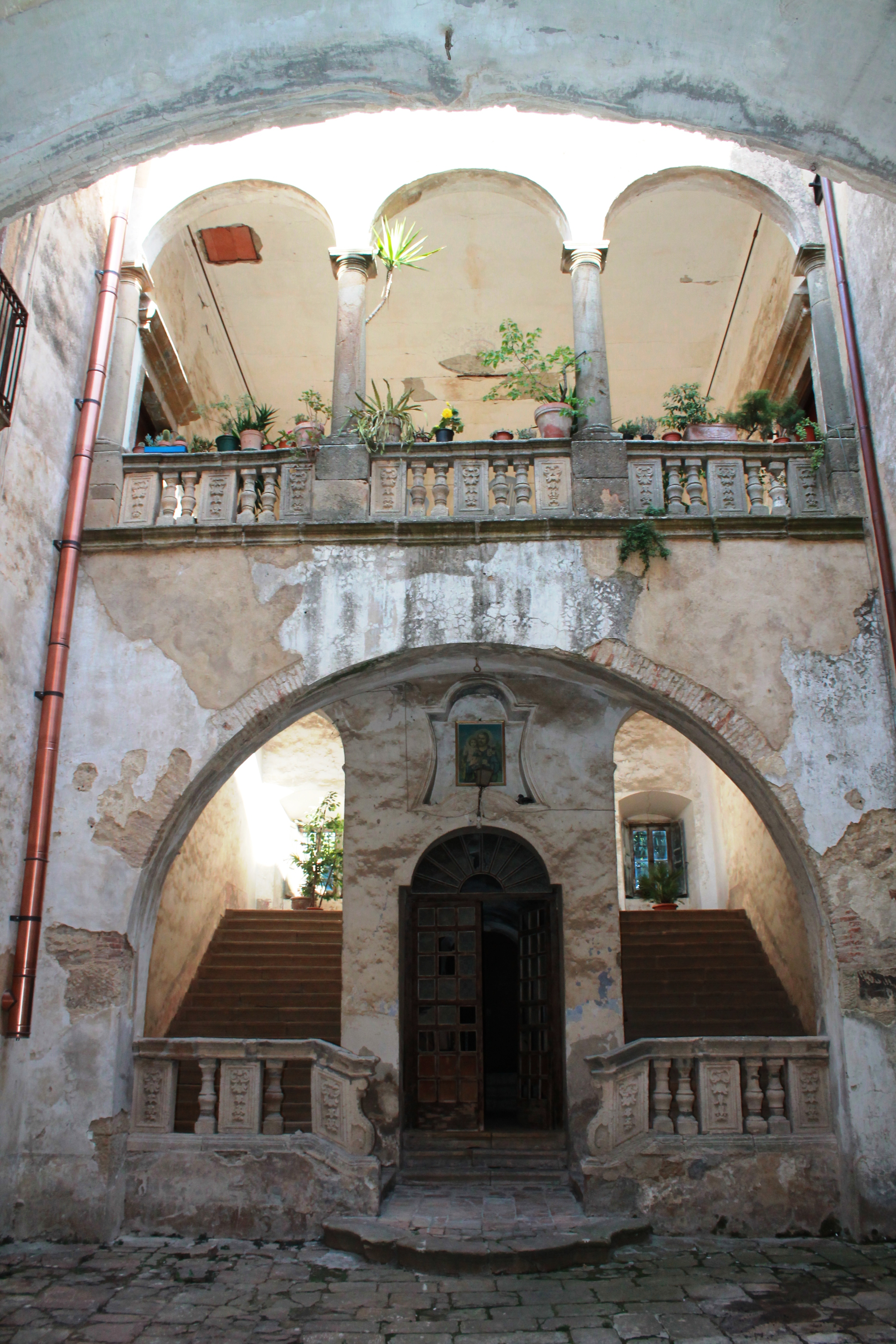
Palazzo Russo

##### Palazzo Tita
Sito nel Quartiere della SS. Trinità, di fronte alla chiesa omonima (chiamata anche chiesa di San Vincenzo), il Palazzo Tita fu ricostruito nel 1885 con la facciata in stile bugnato. I balconi sono decorati con putti scolpiti da Noè Marullo. Il portale principale è in forma di arco sulla cui chiave di volta è scolpita la Medusa, mentre l'estradosso è arricchito da bassorilievi di mostri marini. È uno dei più bei palazzi di Mistretta e prende il nome da una delle antiche famiglie signorili di Mistretta.

##### Palazzo Salamone-Giaconia
Il Palazzo Salamone-Giaconia, esistente già nel Seicento e ristrutturato nel 1865, è caratterizzato da sculture e bassorilievi in mensole, chiavi di volta e lo stemma della famiglia nel portale. Si affaccia sulla Piazza Concordia, totalmente in muratura, con un'alta scala in monoblocchi di pietra arenaria.

##### Palazzo Passarello
Il Palazzo Passarello, situato sulla via principale, è stato edificato nel 1865 dalla famiglia Passarello Giaconia, con un pregevole portale neoclassico.

##### Palazzo Scaduto
Palazzo Scaduto è uno dei più antichi di Mistretta. Venne edificato nel 1660, in stile barocco, il cui portale principale è arricchito da due maestose sculture laterali e da bassorilievi; all'interno il palazzo conserva tra le più rilevanti "scale alla trapanese" di Sicilia.
Costruito dal Barone Pietro Scaduto, Giurato della Città, diventò di proprietà dei Baroni Bosco, alla fine del Settecento, in via ereditaria. Nel 1816, il Barone Biagio Lipari costruisce un corpo di casa fra il vicolo Cuscè e la via Catania, a fianco del Palazzo Bosco. Il Barone Antonino, figlio di Biagio, acquista dai Bosco il palazzo e l'area circostante e inoltre diventa proprietario della casa beneficiale Cuscè, attigua al palazzo. Nel 1826, amplia il palazzo inglobandovi la casa costruita dal padre e la casa Cuscè costituendo un nuovo corpo, in via Cairoli.
Lo stemma della famiglia Lipari, il leone rampante ai piedi di un albero, è scolpito nella chiave di volta della porta d'ingresso della via Cairoli. Il palazzo viene ereditato dal nipote Giuseppe, che nel 1891 lo ristruttura in occasione del matrimonio della figlia con il Barone Giaconia.

##### Palazzo Russo
Il Palazzo Russo è un esempio di architettura del Settecento, con portale ad arco a tutto sesto in pietra arenaria con alla sommità l'aquila rampante dello stemma nobiliare. All'interno vi è una loggia che risale sicuramente ad un'epoca precedente. Il palazzo fu ultimato nel 1775 come testimonia la data incisa su una pietra sottostante il tetto. L'edificio fu costruito dal Barone Armao e acquistato dal Cavalier Giovanni Russo in occasione del suo matrimonio con Remigia Catania, circa un secolo dopo.

#### Fontane

##### Fontana San Vincenzo
Adiacente alla chiesa di San Vincenzo nello spiazzale denominato "Largo Progresso", nel 1875 fu costruita una fontana in pietra, dal mastro scalpellino Vincenzo Arcieri, il quale appaltò i lavori di costruzione dell'acquedotto. Dalla fontana non sgorga più acqua, ma è possibile ammirare il mirabile lavoro realizzato dall'artigiano mistrettese.

##### Fontana Palo
La città di Mistretta essendo in montagna è ricca di acqua che sgorga in molte fontane e confluisce nell'acquedotto comunale. Nel quartiere "Palo" chiamato così perché nel "Largo Buonconsiglio" durante il Seicento venivano "messi al palo", cioè impiccati i dissidenti, vi è una maestosa fontana.
Questa fontana venne costruita nel 1860 dai maestri scalpellini locali e dai fratelli Pellegrino. Oggi si alimenta tramite l'acquedotto comunale, ma in passato era e collegata attraverso un sistema idraulico alle sorgenti dette "Virdicanne".

##### Fontana del Santissimo Rosario
Vicino alla chiesa del Santissimo Rosario, definita e pavimentata tra il 1868 e il 1870 in seguito ad un riassetto urbanistico della città, vi era una fontana in pietra, eseguita dagli scalpellini Giaimo e Cannata riutilizzando pezzi provenienti dalla "Fontana del Fruscio", prima sita nella P.zza Vittorio Veneto.
La fontana negli anni sessanta fu spostata di qualche centinaio di metri per facilitare il percorso delle macchine che diventavano sempre più numerose.

### Villa Garibaldi

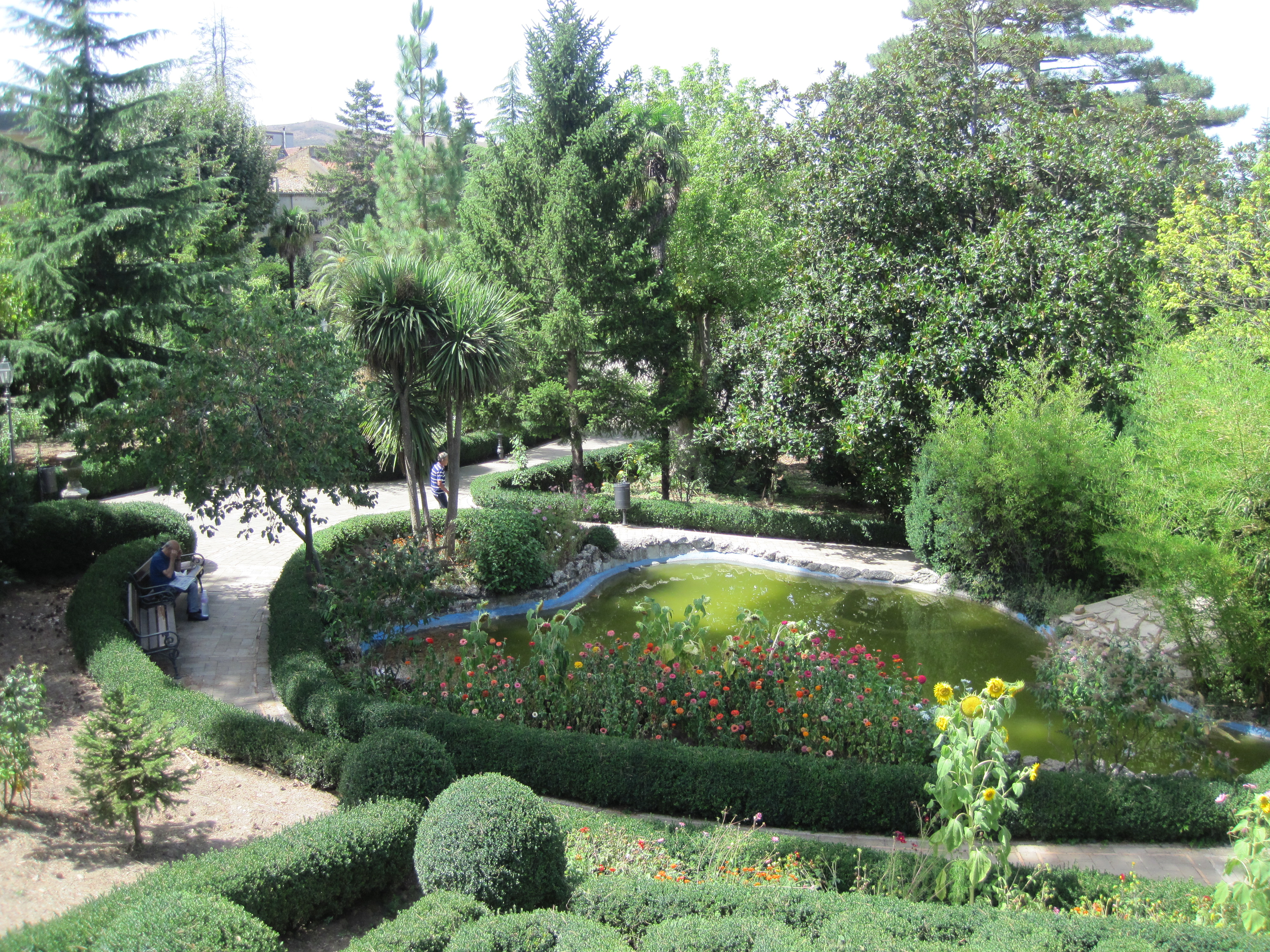
Villa Garibaldi

Nel 1873, il terreno antistante al monastero dei Padri Cappuccini trasformato in carcere, divenne di proprietà del comune che ne delimitò il perimetro con mura di cinta in pietra ed inferriate in ferro battuto. La Villa fu dedicata a Garibaldi, collocandovi un suo busto marmoreo scolpito dall'artista mistrettese Noè Marullo.
La "Villa Garibaldi" s'ispira allo stile italiano che deriva dal modello del giardino medievale, circondato da alte siepi di disegno geometrico. Il comune acquistò a Palermo numerose piante, anche rare e particolari, che andarono ad affiancare quelle già presenti sul posto e curate dai frati. Vi sono anche alberi secolari che imponenti spiccano in questa oasi di verde nel cuore della cittadina.

### Cimitero monumentale

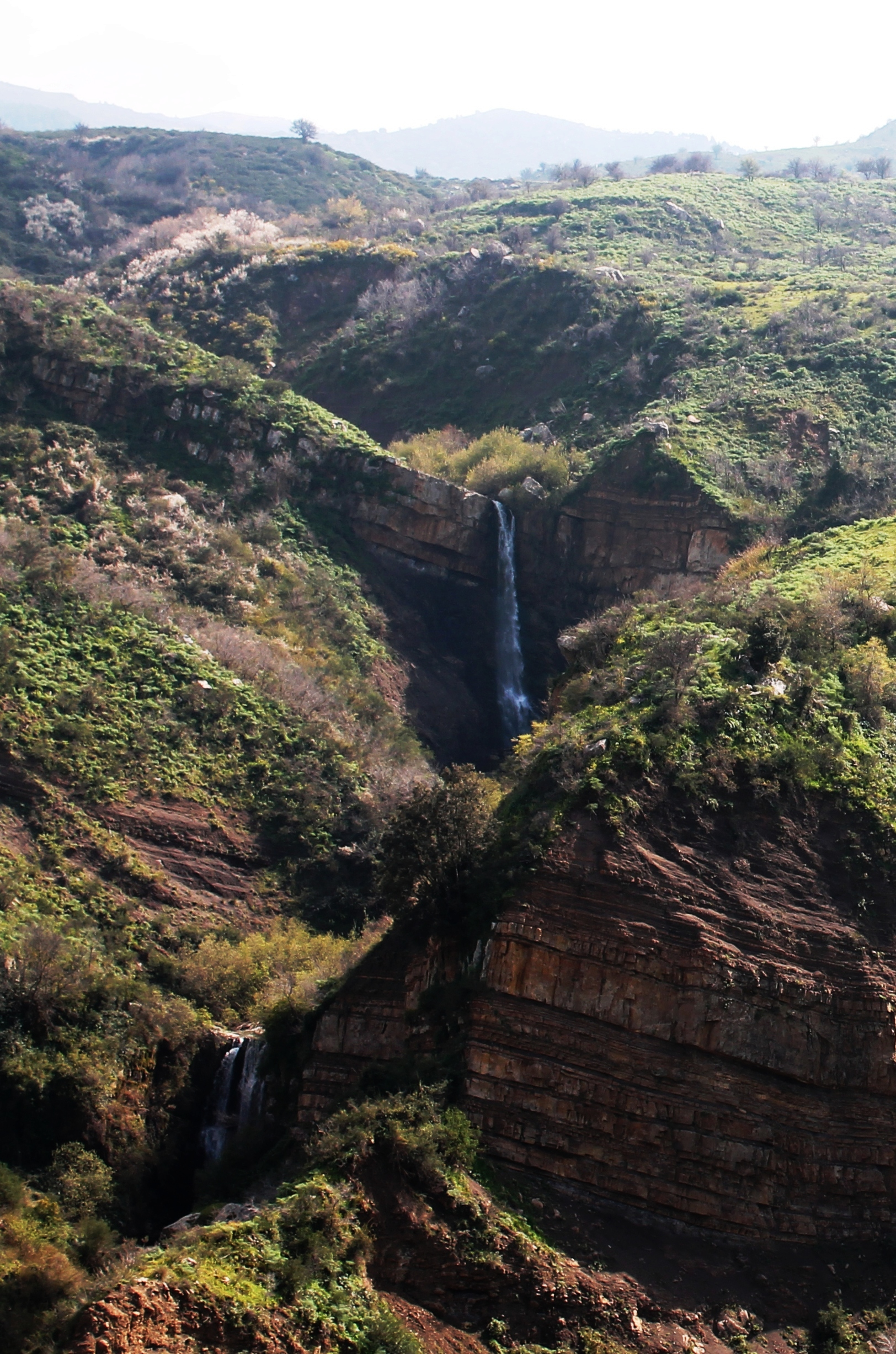
Cascate del Ciddia

Costruito nel 1889 su progetto dell'architetto Giovan Battista Basile, il Cimitero monumentale si fregia di numerose cappelle e monumenti funebri di pregevole valore. Si segnalano, tra le altre, le cappelle Sergio, Mastrogiovanni Tasca, Salamone, Panebianco e Giaconia.

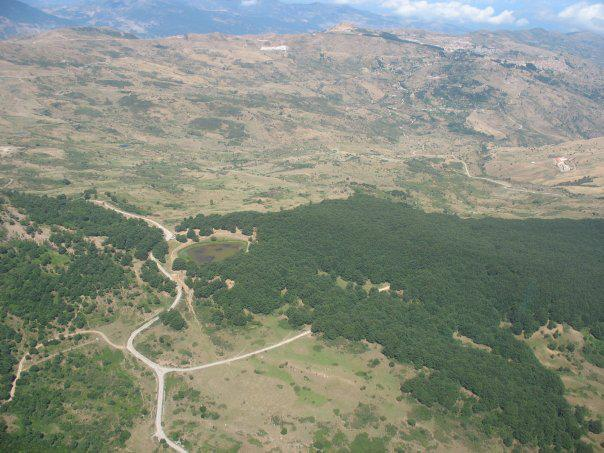
Il Lago Quattrocchi dall'alto. Sullo sfondo Mistretta

### Luoghi d'interesse naturalistico

#### Urio Quattrocchi
Posto a quota 1.030 metri sul livello del mare, in zona “B” all'interno del parco dei Nebrodi. Si tratta di un laghetto che ricade nel territorio di Mistretta, alle pendici del monte Castelli. Si trova in una posizione strategica, in quanto collocato all'inizio della dorsale dei monti Nebrodi, in un percorso di circa 70 chilometri che unisce il territorio di Mistretta con quello di Floresta.
Il laghetto è circondato da distese di boschi di faggio (Fagus sylvatica). Nelle zone limitrofe, dalla primavera sino al tardo autunno, si rivestono di colori lussureggianti e di diverse essenze. Alla tipica vegetazione xerofila si aggiungono specie appartenenti alle graminacee, leguminose e alle composite, tra cui l'endemico cardo di Valdemone.
Piccoli mammiferi, donnole, martore e volpi predano occasionalmente nei dintorni del laghetto. L'avifauna nebroidea è una delle più ricche di Sicilia. Tra le specie più curiose annoveriamo cicogne bianche e nere e cormorani, attirati dall'abbondante presenza di pesce. Morette, fischioni, marzaiole e codoni fanno da cornice al paesaggio del lago.

#### Cascate di Ciddia
Queste cascate, ben nove, sono maggiormente visibili nel mese di Marzo, quando lo scioglimento della neve ne alimenta il corso. La più alta, la Pietrebianche, di ben 35 metri, è la maggiore, insieme con la Cascata Occhialino di Caronia, presente sui Nebrodi. Le cascate di Ponte Ciddia e Cuttufa scorrono anche in estate.

## Società

### Evoluzione demografica
Mistretta è sempre stata un punto di riferimento per i paesi vicini. Fino all'avvento del fascismo la cittadina superava i 15 000 abitanti. Dopo un aumento verificatosi nell'immediato dopoguerra, l'evoluzione demografica della cittadina sui Nebrodi fu caratterizzata soprattutto dal calo della popolazione seguito dopo il 1951, quando molti mistrettesi emigrarono al Nord-Italia.
Dal 1971 al 1991 la popolazione è rimasta in diminuzione e ancora molti giovani si spostano in altri centri in cerca di lavoro.
Abitanti censiti

## Economia
Gli allevamenti producono carni pregiate e formaggi ritenuti tra i migliori della Sicilia. Da sempre pastorizia e agricoltura sono state le attività prevalenti a Mistretta, tanto che in molti documenti degli antichi romani, questa città è menzionata come una delle più fertili di quella che loro consideravano il granaio di Roma, l'isola siciliana. L'economia cittadina si basa, quindi, principalmente sul pascolo, sull'agricoltura (oliveti, vigne, agrumeti, orti) e sulla discreta presenza di boschi, ma non si può dimenticare l'attivo ruolo rivestito dall'artigianato locale che abbraccia settori fiorenti come quello dei fabbri e degli intagliatori di legno che tanto hanno impreziosito gli edifici cittadini con le loro opere ed il settore dei lavoratori della pietra (a Mistretta vi è pure una cava dalla quale si estrae una pietra dura che per il suo colore prende il nome di "dorata").

## Cultura, costumi e folklore
Dal 2022 la città fa parte del progetto del Primo parco mondiale dello stile di vita mediterraneo insieme ad altre 103 città del centro Sicilia.

### Gastronomia
Sono molte le prelibatezze preparate nella cittadina nebroidea, alcune di esse sono:
Pasta 'ncaçiata
La pasta 'ncaciata è presente in quasi tutto il territorio del messinese, ma a Mistretta è un piatto tipico. Gli ingredienti sono semplici, come in tutti i prodotti popolari, ma il combinare insieme certi ingredienti e in certi modi crea dei piatti molto gustosi.
Provole, caciotte, caciocavallo
I formaggi assumono un posto di rilievo nella cucina mistrettese giacché il paese gode di un'antica tradizione di pastorizia. Tra i formaggi spicca la Provola dei Nebrodi, formaggio a pasta filata (caciocavallo) che viene prodotta principalmente in primavera con il latte fresco delle vacche che pascolano nei vasti terreni dell'agro di Mistretta ricchi di essenze odorose e che ha la caratteristica forma classica a pera. Con la pasta della provola si modellano i Caci figurati, vere e proprie opere d'arte.

### Feste

#### Festa di San Sebastiano

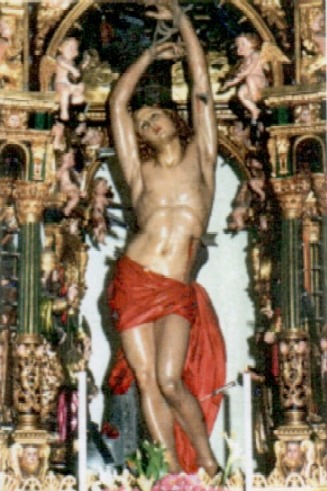
Statua di san Sebastiano all'interno del simulacro, scolpita da Noè Marullo tra il 1900 e il 1906

La festività di san Sebastiano è celebrata dal mondo occidentale il 20 gennaio e dal mondo orientale il 18 dicembre. A Mistretta il culto del santo sembra sia stato introdotto nell'anno 1063, ma la devozione a san Sebastiano si accrebbe tra 1625 e il 1630, quando s'invocò la sua intercessione per fermare la terribile epidemia di peste che affliggeva tutta la Sicilia.
A Mistretta la festa del santo si svolge due volte l'anno, proprio il 20 gennaio, la data in cui la chiesa ricorda la morte di San Sebastiano e il 18 agosto per ricordare la liberazione dalla peste di Mistretta avvenuta per intercessione di San Sebastiano nel Diciassettesimo Secolo.
A gennaio la festa si svolge in tono minore, ma si tratta ugualmente di un giorno solenne, molto sentito. La statua del santo esce dalla chiesa e viene portata in giro per le vie del paese nel prezioso fercolo (vara), di corsa in diversi tratti, sulle spalle di decine di uomini, che vestono in abiti tradizionali, pantaloni in velluto e gilet, con il tipico fazzoletto rosso. Invece, è in agosto che la processione raggiunge gli apici di folklore e religiosità. La pesante vara in legno massiccio e oro su cui è posta la statua del Santo è portata a piedi scalzi da circa 80 devoti che ricevono il privilegio di portare il fercolo per eredità, tramandato dai padri, ed è preceduta nella sua corsa per tutta la processione, dalla varetta, un fercolo in cui due angeli, circondati da ceri votivi, sorreggono le reliquie di San Sebastiano che vengono portate in processione dai devoti più giovani. La processione tocca i luoghi più significativi della città con diverse tappe in essi.
Tutto il popolo corre dietro San Sebastiano per le vie del centro storico. In occasione del 18 agosto la città si riempie di gente venuta da fuori per vedere la festa, attirata dallo sfarzo e dalla grandiosità.
La festa si chiude la notte quando il santo viene ricollocato nella sua chiesa dopo una lunga corsa, tra applausi, pianti, invocazioni e musica che lo salutano. La serata si chiude sempre con giochi pirotecnici suggestivi e spettacolari. Moltissime persone dopo la processione si recano al Castello Saraceno, situano nell'omonimo molte, ad aspettare "l'Alba", simbolo della fine della festa e dell'estate.

#### Festa della Madonna della luce
La festa si celebra ogni anno per due giorni nelle date del 7 e dell'8 settembre. La modalità di svolgimento della festa è curiosa e caratteristica, una coppia di guerrieri giganti chiamati "Cronos" e "Mitia" seguono la statua della Madonna trasportata per le vie della città. I giganti sono di cartapesta e vengono portati a spalla per le vie del paese già molti giorni prima della festa ballando e raccogliendo le offerte. La statua della Madonna è custodita nella Chiesa del cimitero, fuori città, dove vi è un'antichissima immagine dipinta su una roccia sopra la quale è stata costruita la chiesa. La leggenda narra che per caso venne scoperta l'immagine sacra e che vicino ad essa vi fossero delle ossa umane di dimensioni fuori dal comune, appunto i giganti posti a guardia della Madonna.
Il primo giorno la statua della Madonna "esce" dalla chiesa per salire nel paese incontrandosi ad un certo punto con i giganti che l'affiancano facendole la guardia per tutto il tempo. Emozionante l'incontro tra i giganti e la Madonna, infatti nel momento dell'incontro i giganti si inginocchiano e fanno un inchino a Maria in segno di riverenza.
La Madonna e i giganti vanno poi nella Chiesa Madre di Mistretta e sul piazzale antistante alla Chiesa, i giganti ballano per festeggiare l'arrivo della Madre Santa.
Il giorno dopo, Mitia e Cronos si affiancano alla statua della Madonna portata anch'essa in spalla da uomini robusti e la scortano per tutto il percorso della processione. Il simulacro risale al Seicento e raffigura Sant'Anna che regge in mano la Madonna bambina. Il popolo in massa prende parte alla processione.
Alla sera, dopo avere attraversato le vie del paese illuminate da luci colorate, la processione si avvia lungo la strada di campagna che porta alla Chiesa del Cimitero dove si arriva in tarda serata. Giunti in Chiesa, dopo la lunga processione, la statua rientra per essere ricollocata al suo posto e i giganti ballano per l'ultima volta illuminati da un grande falò, ritirandosi infine tra gli applausi di tutti.

## Musei[15]
- Museo civico Polivalente (Largo dei Vespri, Palazzo Mastrogiovanni Tasca): esposizione di dipinti e statue provenienti da siti monastici locali e pergamene aragonesi della città di Mistretta - reperti provenienti dalla zona del Castello e dal centro storico.
- Museo Regionale delle Tradizioni silvo-pastorali “Giuseppe Cocchiara” (via Libertà, 184 - Ex palazzo di Giustizia).
- Museo diocesano (via Anna Salamone, 1): Conserva paramenti sacri, pitture, sculture, argenti, preziosi mosaici provenienti dalla Chiese di Mistretta.
- Museo della Fauna (Strada Tommaso Aversa): ubicato nei locali del palazzo Loiacono-Portera ospita centinaia di preparati tassidermici provenienti, in larga parte, dalla storica collezione "Giambona", acquisita negli anni dall'Ente Parco dei Nebrodi. Il percorso espositivo parte dalla presentazione di alcune specie fossili e le specie più significative del territorio siciliano e si sofferma, in ultimo, sull'avifauna caratteristica dell'area protetta. Accanto alle teche espositive, inoltre, numerosi pannelli consentono al fruitore di acquisire le necessarie informazioni scientifiche su ogni singola specie.
- Museo dello Scalpellino (Strada Tommaso Aversa)

## Biblioteche
- Biblioteca comunale (Piazza Vittorio Veneto, 1 - Tel. 0921.383840)
- Biblioteca "Sedes Sapientiae" (Via Arco Matrice)

## Infrastrutture e trasporti

### Strade
Mistretta è attraversata dalla strada statale 117 che collega S. Stefano di Camastra con Leonforte (En), che permette di raggiungere in solo 15 minuti lo svincolo autostradale e la strada statale 113 che mette in collegamento Trapani con Messina.
Nel territorio passano quattro strade provinciali.
- Strada Provinciale 172 Romei: dalla Strada statale 117 Centrale Sicula alla Contrada Romei, di Mistretta.
- Strada Provinciale 173 di Motta d'Affermo: dalla Strada statale 117 Centrale Sicula alla SP176.
- Strada Provinciale 174 Vecchia Statale per Mistretta: dalla SP173 alla SP176.
- Strada Provinciale 176 Castelluzzese, dalla Strada statale 113 Settentrionale Sicula alla Strada statale 117 Centrale Sicula.

### Ferrovie
La stazione di riferimento è quella di Santo Stefano di Camastra-Mistretta, collegata alla città di Mistretta con autobus di linea.

### Autostrade
Dal 2005 Mistretta è collegata, tramite uno svincolo situato nei pressi di Reitano, con l'Autostrada A20 che collega Palermo con Messina.

### Bus di linea
Mistretta è collegata con Nicosia, Santo Stefano, Motta d'Affermo, Reitano e Pettineo tramite le corse Interbus. Il collegamento con Tusa è garantito dalla Levanto, mentre quello con Castel di Lucio tramite Matasso.

## Clima
| Mistretta           | Mesi | Mesi | Mesi | Mesi | Mesi | Mesi | Mesi | Mesi | Mesi | Mesi | Mesi | Mesi | Stagioni | Stagioni | Stagioni | Stagioni | Anno |
| Mistretta           | Gen  | Feb  | Mar  | Apr  | Mag  | Giu  | Lug  | Ago  | Set  | Ott  | Nov  | Dic  | Inv      | Pri      | Est      | Aut      | Anno |
| ------------------- | ---- | ---- | ---- | ---- | ---- | ---- | ---- | ---- | ---- | ---- | ---- | ---- | -------- | -------- | -------- | -------- | ---- |
| T. max. media (°C)  | 7,6  | 8,3  | 9,9  | 12,9 | 18,3 | 23,2 | 26,3 | 26,5 | 22,5 | 17,0 | 12,8 | 9,2  | 8,4      | 13,7     | 25,3     | 17,4     | 16,2 |
| Precipitazioni (mm) | 66   | 53   | 49   | 38   | 27   | 11   | 11   | 18   | 41   | 78   | 69   | 66   | 185      | 114      | 40       | 188      | 527  |

## Amministrazione
Di seguito è presentata una tabella relativa alle amministrazioni che si sono succedute in questo comune.
| Periodo          | Periodo          | Primo cittadino                               | Partito                            | Carica         | Note   |
| ---------------- | ---------------- | --------------------------------------------- | ---------------------------------- | -------------- | ------ |
| 11 luglio 1989   | 8 settembre 1992 | Sebastiano Bartolotta                         | Democrazia Cristiana               | Sindaco        | [ 17 ] |
| 14 novembre 1992 | 22 novembre 1993 | Vincenzo Provenzale                           | Democrazia Cristiana               | Sindaco        | [ 17 ] |
| 7 dicembre 1993  | 13 dicembre 1995 | Vincenzo Salvatore Antoci                     | Partito Democratico della Sinistra | Sindaco        | [ 17 ] |
| 15 gennaio 1996  | 18 giugno 1996   | Silvio Cuffaro                                |                                    | Comm. pref.    | [ 17 ] |
| 18 giugno 1996   | 1º dicembre 1997 | Filippo Porracciolo                           | -                                  | Sindaco        | [ 17 ] |
| 1º dicembre 1997 | 28 maggio 2002   | Vincenzo Provenzale                           | lista civica                       | Sindaco        | [ 17 ] |
| 28 maggio 2002   | 15 maggio 2007   | Vincenzo Provenzale                           | lista civica                       | Sindaco        | [ 17 ] |
| 30 maggio 2007   | 30 gennaio 2009  | Iano Antoci                                   | lista civica                       | Sindaco        | [ 17 ] |
| 8 giugno 2009    | 27 maggio 2014   | Iano Antoci                                   | lista civica                       | Sindaco        | [ 17 ] |
| 28 maggio 2014   | 26 marzo 2019    | Liborio Porracciolo                           |                                    | Sindaco        | [ 17 ] |
| 28 marzo 2019    | 13 ottobre 2021  | Antonino Oddo Santo Lapunzina Claudia Poletti |                                    | Comm. Straord. |        |
| 13 ottobre 2021  | in carica        | Sebastiano Sanzarello                         | lista civica                       | Sindaco        | [ 1 ]  |

Il comune di Mistretta fa parte delle seguenti organizzazioni sovracomunali: regione agraria n.1 (Montagne interne Nebrodi nord-occidentali).

## Sport

### Calcio
La principale squadra di calcio della città è la Polisportiva Dilettantistica Città di Mistretta che milita nel girone B siciliano del campionato di Promozione (calcio) . I colori sociali sono l'azzurro ed il bianco. È nata nel 1967. Oltre alla prima squadra sono presenti alcune categorie giovanili spesso raggiungenti importanti risultati anche a livello provinciale e regionale.

### Atletica
A partire dagli anni '60 Mistretta ha visto tra i suoi giovani un diffuso interesse verso l'atletica leggera, mezzofondo in particolare, promossa da professori del locale Liceo Ginnasio in occasione dei Giochi della Gioventù. Negli anni '90 e 2000 Mistretta è stata al centro delle cronache sportive in quanto patria di diversi campioni come Vincenzo Modica e Sebastiano Mazzara, nonché di molti amatori. Nella cittadina si sono spesso riuniti in estate, per occasionali allenamenti pre-altura lungo le carrate limitrofe il centro abitato che si snodano sui Nebrodi, diversi atleti di fama internazionale provenienti da diversi paesi. Citiamo, tra gli atleti siciliani, Anna Incerti. È presente una pista di atletica a due corsie in cattivo stato di conservazione. L'atletica cittadina è rappresentata dall' A.S.D. atletica Città di Mistretta, diretta erede della storica A.S. Atletica Amastratina.